# Rally Villa de Llanes de 1984
El Rally Villa de Llanes de 1984, oficialmente 8.º Rally Villa de Llanes, fue la octava edición y la sexta cita de la temporada 1984 del Campeonato de España de Rally. Fue también puntuable para el campeonato de Asturias, el Trofeo Opel, el Desafío Talbot y la Copa Panda. Se celebró del 9 al 10 de junio y contó con un itinerario de 21 tramos que sumaban un total de 230 km cronometrados.

## Itinerario
| Día   | Tramo | Nombre              |
| ----- | ----- | ------------------- |
| Día 1 | TC1   | La Tornería         |
| Día 1 | TC2   | Río de las Cabras   |
| Día 1 | TC3   | Labra               |
| Día 1 | TC4   | Cardoso             |
| Día 1 | TC5   | La Tornería 2       |
| Día 1 | TC6   | Río de las Cabras 2 |
| Día 1 | TC7   | Labra 2             |
| Día 1 | TC8   | Cardoso 2           |
| Día 1 | TC9   | La Tornería 3       |
| Día 1 | TC10  | Río de las Cabras 3 |
| Día 1 | TC11  | Labra 3             |
| Día 1 | TC12  | Cardoso 3           |
| Día 2 | TC13  | El Fito             |
| Día 2 | TC14  | La Estrecha         |
| Día 2 | TC15  | Moandi              |
| Día 2 | TC16  | El Fito 2           |
| Día 2 | TC17  | La Estrecha 2       |
| Día 2 | TC18  | Moandi 2            |
| Día 2 | TC19  | El Fito 3           |
| Día 2 | TC20  | La Estrecha 3       |
| Día 2 | TC21  | Moandi 3            |

## Clasificación final
| Pos. | Piloto             | Copiloto               | Automóvil                 | Tiempo  | Diferencia |
| ---- | ------------------ | ---------------------- | ------------------------- | ------- | ---------- |
| 1.   | Genito Ortiz       | Guillermo Barreras     | Renault 5 Turbo           | 2:47:49 | 0.0        |
| 2.   | Salvador Servià    | Jordi Sabater          | Opel Manta 400            | 2:57:01 | +9:12      |
| 3.   | Borja Moratal      | Alfredo Rodríguez      | Talbot Samba Rallye       | 2:58:51 | +11:02     |
| 4.   | Bernardo Cardín    | Raúl Gancedo           | Lancia 037 Rally          | 3:05:31 | +17:42     |
| 5.   | Octavi Candela     | Juan Antonio Villalba  | Volkswagen Golf I GTi 1.8 | 3:09:02 | +21:13     |
| 6.   | José Bernardo Pino | Cándido Marcos         | Opel Corsa A 1.3          | 3:12:04 | +24:15     |
| 7.   | Aladino Martínez   | Menéndez               | Alfa Romeo Alfasud T      | 3:12:15 | +24:26     |
| 8.   | José Luis Rubio    | Francisco Javier Rubio | Ford Fiesta XR2 Mk1       | 3:13:16 | +25:27     |
| 9.   | Alfonso Sangrador  | José Luis García       | Opel Corsa A 1.3          | 3:15:48 | +27:59     |
| 10.  | Josep Genoher      | "Tits"                 | Talbot Samba S            | 3:16:51 | +29:02     |